# ヴィクトル・ヒョードロフ

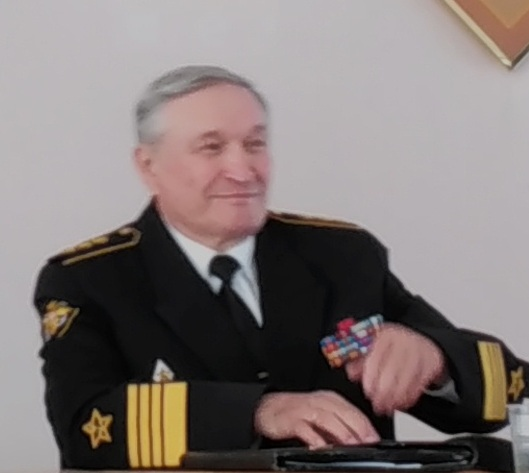
ヴィクトル・ヒョードロフ

ヴィクトル・ヒョードロフ（Виктор Фёдоров、1947年11月23日 - ）は、ソビエト・ロシアの海軍軍人。海軍大将。ロシア海軍太平洋艦隊司令官。

## 経歴
中華人民共和国チャロムテ出身。妻帯、1児を有する。
1968年、極東航海学校を卒業し、海軍に召集。1976年、S.O.マカロフ太平洋高等海軍学校航海学部を通信教育で、1979年、海軍アカデミー、2001年、参謀本部軍事アカデミーを卒業。
1968年から1985年まで太平洋艦隊で勤務し、戦闘班長から編合部隊指揮官までを歴任した。1985年から幕僚業務。1993年、諸兵科連合部隊指揮官に任命。1997年から太平洋艦隊参謀長。
2001年12月3日、太平洋艦隊司令官に任命。2002年9月23日、海軍大将に昇進。
2007年12月9日、定年退職。